# Asa Griggs Candler

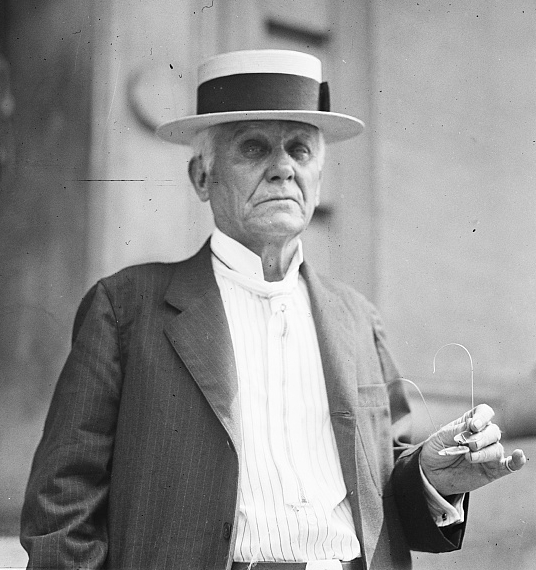
Asa Candler 1923

Asa Griggs Candler (* 30. Dezember 1851 in Villa Rica, Georgia; † 12. März 1929 in Atlanta, Georgia) war ein US-amerikanischer Geschäftsmann, der hauptsächlich durch den Verkauf von Coca-Cola Erfolg hatte. Er war auch Bürgermeister von Atlanta.
Candler begann seine Karriere als Inhaber einer Apotheke. 1887 kaufte er das Coca-Cola-Rezept von dessen Erfinder John Stith Pemberton für 2300 Dollar. Der Erfolg von Coca-Cola brachte ihm ein Vermögen ein. 1892 gründete er die Coca-Cola Company. Ein Jahr später ließ Candler Coca-Cola als Marke schützen und vermarktete sein Produkt schon 1895 in den gesamten USA und seit 1896 auch im benachbarten Ausland.
Candler war Mitglied der Bischöflichen Methodistenkirche des Südens (BMKS), einer Vorläuferin der Evangelisch-methodistischen Kirche. Der BMKS spendete er eine Million Dollar und ein Grundstück für die Emory University, damit diese von Oxford nach Atlanta umziehen konnte. Die Candler School of Theology trägt seinen Namen. Auch für das spätere Emory-Krankenhaus (engl. Emory Healthcare) spendete Candler Millionen.
1917 zog sich Candler aus der Firma zurück und wurde Bürgermeister von Atlanta (1917–1919). Im Januar übergab Asa Candler die Führung des Geschäfts an seinen Sohn Howard. Zu Weihnachten des Jahres vermachte Asa Candler seinen Verwandten 90 % der stimmberechtigten Aktien bis auf sieben Stück. Jedoch schon 1919 verkaufte Howard Candler hinter dem Rücken des Vaters die Coca-Cola Company an ein Konsortium um Ernest Woodruff und Eugene Stetson für 25 Mio. Dollar weiter.
Candler erlitt 1926 einen Schlaganfall und starb 1929. Nach ihm ist das Candler Field auf dem Flughafen Atlanta  benannt.